# Lyn McClements
Lynnette Velma (Lyn) McClements (Nedlands, 11 maggio 1951) è un'ex nuotatrice australiana.
Specializzata nella farfalla, ha vinto la medaglia d'oro nei 100 m farfalla e l'argento nella staffetta 4x100 m misti ai Giochi olimpici di Città del Messico 1968.

## Palmarès
- Olimpiadi
  - Città del Messico 1968: oro nei 100 m farfalla e argento nella staffetta 4x100 m misti.